# Soses
Soses är en kommun och ort i Spanien.   Den ligger i provinsen Província de Lleida och regionen Katalonien, i den östra delen av landet, 400 km öster om huvudstaden Madrid. Soses ligger 152 meter över havet och antalet invånare är 1 774.
Terrängen runt Soses är platt. Runt Soses är det glesbefolkat, med 10 invånare per kvadratkilometer. Närmaste större samhälle är Lleida, 14,8 km nordost om Soses. Trakten runt Soses består till största delen av jordbruksmark.